# Vliegvelden gesorteerd naar IATA-code E
Dit is een lijst van vliegvelden gesorteerd op IATA-code met de beginletter E.
| IATA | ICAO | Luchthaven                     | Stad           | Land                   |
| ---- | ---- | ------------------------------ | -------------- | ---------------------- |
| EBB  | HUEN | Entebbe International          | Entebbe        | Oeganda                |
| EBJ  | EKEB | Esbjerg Airport                | Esbjerg        | Denemarken             |
| EBL  | ORER | Erbil                          | Arbil          | Irak                   |
| ECN  | LCEN | Ercan                          | Tymvou         | Cyprus                 |
| EDI  | EGPH | Edinburgh Airport              | Edinburgh      | Verenigd Koninkrijk    |
| EDL  |      | Eldoret International          | Eldoret        | Kenia                  |
| EFL  | LGKF | Kefallinia                     | Kefalonia      | Griekenland            |
| EGC  | LFBE | Roumaniere                     | Bergerac       | Frankrijk              |
| EGE  |      | Eagle County Regional          | Vail           | Verenigde Staten       |
| EIN  | EHEH | Eindhoven Airport              | Eindhoven      | Nederland              |
| ELP  | KELP | El Paso International          | El Paso        | Verenigde Staten       |
| ELR  | WAJN | Elelim                         | Elelim         | Indonesië              |
| EMA  | EGNX | East Midlands                  | Nottingham     | Verenigd Koninkrijk    |
| ENE  | WATE | H.Hasan Aroeboesman            | Ende           | Indonesië              |
| ENF  | EFET | Enontekio                      | Enontekiö      | Finland                |
| ENS  | EHTW | Twente                         | Enschede       | Nederland              |
| EPL  | LFSG | Mirecourt                      | Épinal         | Frankrijk              |
| EPS  | MDPO | El Portillo                    | El Portillo    | Dominicaanse Republiek |
| EPU  | EEPU | Pärnu                          | Pärnu          | Estland                |
| ERF  | EDDE | Erfurt-Weimar                  | Erfurt         | Duitsland              |
| ERH  | GMFK | Moulay Ali Cherif              | Errachidia     | Marokko                |
| ESB  | LTAC | Esenboga                       | Ankara         | Turkije                |
| ESU  | GMMI | Mogador                        | Essaouira      | Marokko                |
| ETZ  | LFJL | Lorraine                       | Metz/Nancy     | Frankrijk              |
| EUX  | TNCE | F.D. Roosevelt                 | Sint Eustatius | Caribisch Nederland    |
| EVE  | ENEV | Harstad/Narvik Evenes          | Harstad        | Noorwegen              |
| EVN  | UGEE | Zvartnots                      | Jerevan        | Armenië                |
| EVX  | LFOE | Fauville                       | Evreux         | Frankrijk              |
| EWE  |      | Ewer                           | Ewer           | Indonesië              |
| EWI  | WABT | Enarotali                      | Enarotali      | Indonesië              |
| EWR  | KEWR | Newark Liberty Intl            | New York       | Verenigde Staten       |
| EXT  | EGTE | Exeter                         | Exeter         | Verenigd Koninkrijk    |
| EYW  | KEYW | Key West Intl                  | Key West       | Verenigde Staten       |
| EZE  | SAEZ | Ezeiza Intl Ministro Pistarini | Buenos Aires   | Argentinië             |

A · B · C · D · E · F · G · H · I · J · K · L · M · N · O · P · Q · R · S · T · U · V · W · X · Y · Z · (alles)